# Зубовщина (Житомирская область)
Зу́бовщина (укр. Зубівщина) — село в Коростенской городской общине Житомирской области Украины. Основано в 1876 году. Расположено на реке Моства.
Код КОАТУУ — 1822383002. Население по переписи 2001 года составляет 224 человека. Почтовый индекс — 11535. Телефонный код — 4142. Занимает площадь 0,735 км².